# 耶弗山脊
72°S 5°W / 72°S 5°W
耶弗山脊（英語：Giaever Ridge）是南極洲的山脊，位於毛德皇后地，長約130公里，挪威製圖師根據挪威、英國和瑞典探險隊在1949至1952年的照片和調查把該地區繪製於地圖中。